# Evergestis koepckei
Evergestis koepckei là một loài bướm đêm trong họ Crambidae.